# Кабінет шанувальника мистецтв
«Кабінет шанувальника мистецтв» — картина з інтер'єром, котру створив художник Давід Тенірс молодший у першій половині 17 сторіччі.

## Передумови створення

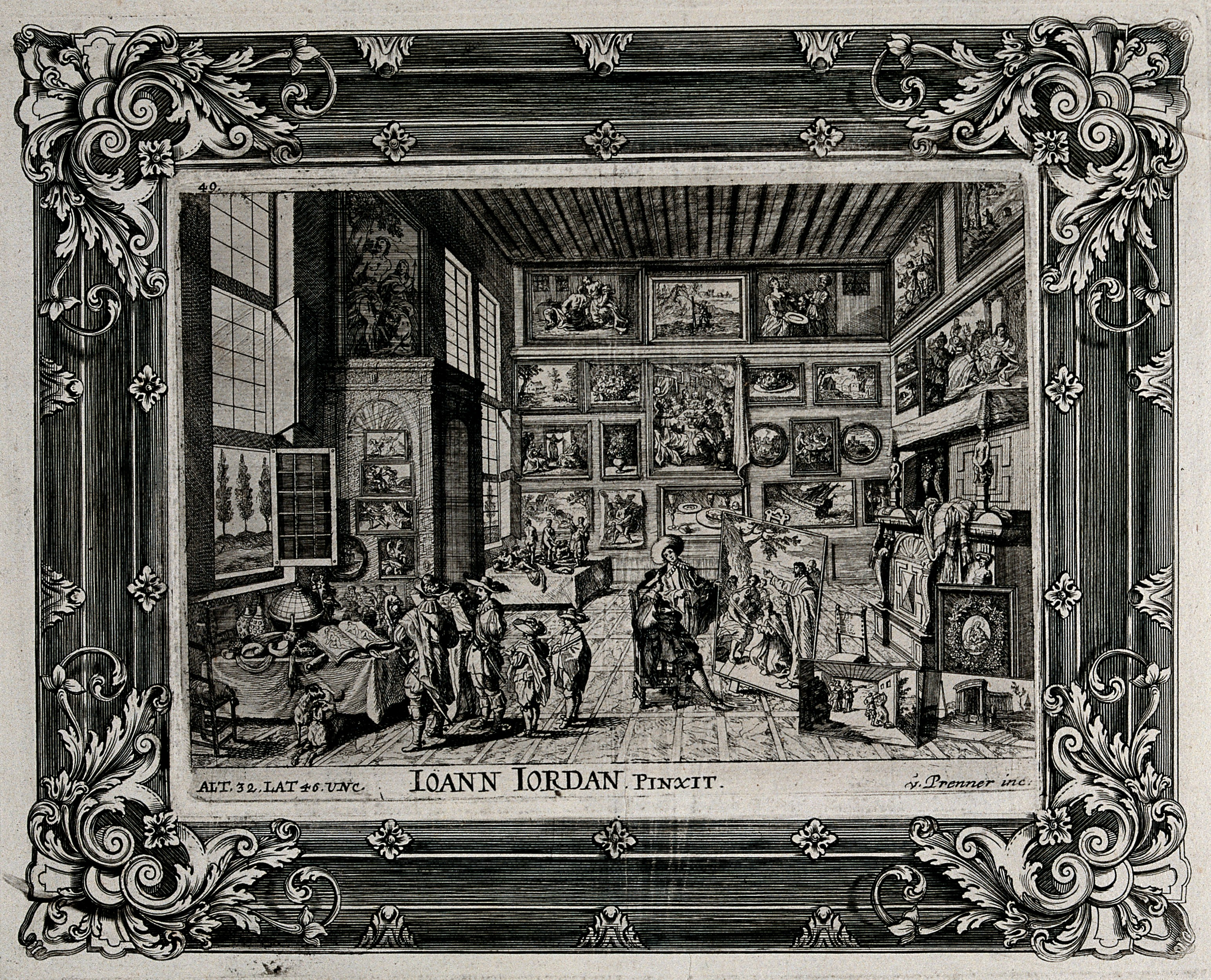
Ханс Йорданс старший (1555-1630). «Кабінет курйозів», гравюра.

Владна аристократія Південних Нідерландів, налякана розмахом народних заворушень в 16 столітті, пішла на політичний компроміс з іспанськими загарбниками і фактично відсахнулася від боротьби за незалежність. Арраська унія 1579 року законодавчо закріпила зверхність Іспанської імперії над Південними Нідерландами. Навколо іспанських намісників згуртувалась більшість фламандського дворянства та національного католицького священства. Феодальні стосунки в уряді і суспільстві Фландрії переважали над першими паростками буржуазного стану. Представники національної буржуазії самі скуповували землі і дворянські титули, переходячі таким чином на феодальні позиції. На відміну від бунтівних провінцій Північних Нідерландів, розвиток капіталістичних відносин тут надзвичайно уповільнився. Лихоліття війні, знелюднення міст і сіл, масова еміграція в Голландію спричинили занепад цілих галузей національної економіки і ремесел. Після погрому 1576 р. міста Антверпен армією Іспанії - він надовго втратив значення центра західноєвропейської і світової торгівлі.
Занепад політичний та економічний - дивним чином не збігся з піднесенням національної культури, вищі досягнення якої яскраво відбилися в національному варіанті бароко. Економічний занепад уповільнив розвиток капіталоємних архітектури, промисловості, частково скульптури. Але живопис, декоративно-ужиткове мистецтво, і до цього тісно пов'язані з національною аристократією та духовенством, навіть отримали умови для розвитку. 
Морська торгівля із заморськими країнами сприяла накопиченню екзотичних речей в краї, де вже сформувався художній ринок і виникли перші кабінети курйозів у дворян і заможних комерсантів.
Виникають і перші зображенні кабінетів курйозів. Ранні твори зафіксували суміш природних і мистецьких раритетів, коли картини місцевих і закордонних художників сусідували з морськими коралами і мушлями, ювелірно обробленими вазами і коштовним посудом тощо. Вища аристократія могла навіть придбати давньоримські скульптури, монети і медалі, камеї та інталії на напівкоштовному камінні, як то було у мистецьких збірках Пітера Пауля Рубенса. 
До створення зображень з кабінетами курйозів та інтер'єрів перших картинних галерей звернулась низка нідерландських майстрів. Серед них були Ханс Йорданс старший (1555-1630), Ієронімус Франкен молодший та інші представники художньої династії Франкен, Давід Тенірс молодший. В картинах цього напрямку було поєднання інтер'єрів (зазвичай вигаданих і, зрідка, реальних), картин (зазвичай вигаданих і, зрідка, реальних), раритетів (зазвичай вигаданих і, зрідка, реальних), портретів (зазвичай вигаданих осіб і, зрідка, реальних). 
Картини з документально точним зображенням реальних картин у колишніх галереях і реальних раритетів стануть з часом документами-свідками побутування творів мистецтва у століття, коли історія мистецтва лише зароджувалась (Давід Тенірс молодший.«Ерцгерцог Леопольд Вільгельм у своїй галереї у Брюсселі». 1651 р. Музей історії мистецтв, Відень. ). 
Однак, більшість  створених тоді картин з кабінетами курйозів і картинними галереями були творами другорядних митців, типовою продукцією художніх майстерень. Зразком пересічного зображення умовного кабінету шанувальника мистецтв була і картина Давіда Тенірса молодшого, що потрапила до збірок музею Ханенків.

## Опис твору
Картина перебувала в якійсь збірці в місті Пешт (Угорщина, тоді в складі Австрійської імперії). 1898 року картину, первісно створену на деревині, перевели на полотно. Сучасний розмір картини 58,5 х 86,5 см, тобто вона від початку існування була призначена для декорування кабінету. 
У художній продукції закріпилася композиція із залою, де вивішена колекція картин. Ліворуч художники подавали вікна. Стіна з картинами могла мати парадний портал  зі скульптурами, камін, полички з коштовним посудом. Зазвичай ліворуч подавали стіл з коштовностями або раритетами та візитерами, що завітали до володаря. Посередині могла бути група шляхетних поціновувачів мистецтва, що захоплено розглядають найбільш вартісний твір мистецтва. Побутовість ситуації доповнювали зображенням слуг і домашніх тварин. В картинах художньої продукції міняли лише розташування окремих деталей.
Всі важливі ознаки художньої продукції мають місце і в картині зі збірок музею Ханенків. Ліворуч  —  вікно, під ним стіл з червоною скатертиною та колекція мушель і скульптур. В колекції картин переважають умовні пейзажі, але серед них є декілька з релігійними («Поклоніння волхвів») та міфологічними сюжетами («Суд Париса», «Даная» ) тощо. Посередині зали  — сідельце для двох папуг. Кабінет шанувальника мистецтв відокремлений від сусідньої зали з картинами червоною завісою. Там ще один стіл з двома персонажами, що роздивляються чергову картину на деревині (зайва деталь, що підтверджує походження картини з Антверпена, де століттями використовували дерев'яні стулки для створення картин).

## Галерея схожих композицій

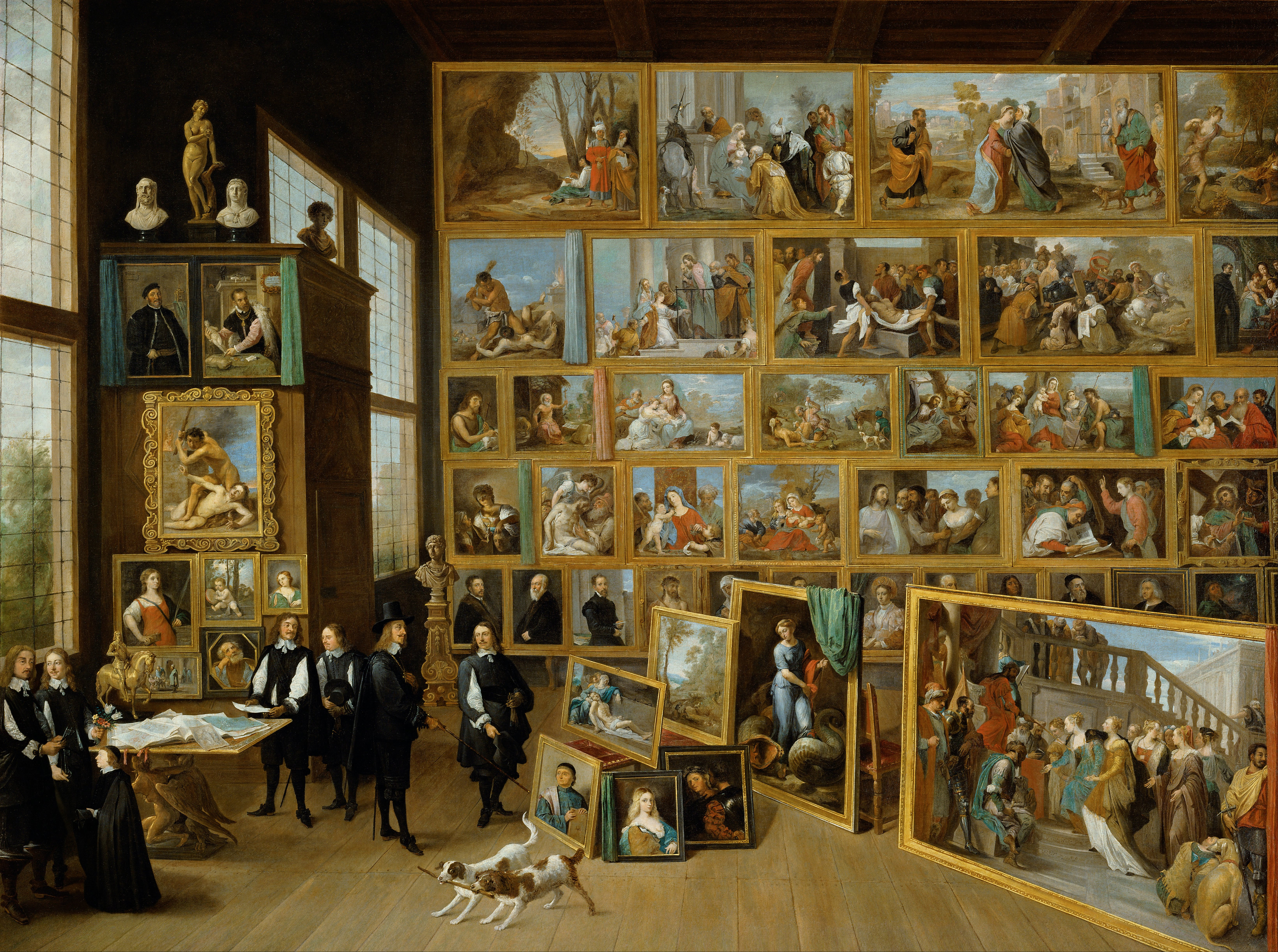
Давід Тенірс молодший. «Ерцгерцог Леопольд Вільгельм у своїй галереї у Брюсселі». 1651 р. Музей історії мистецтв, Відень. Постать за собаками - сам художник.

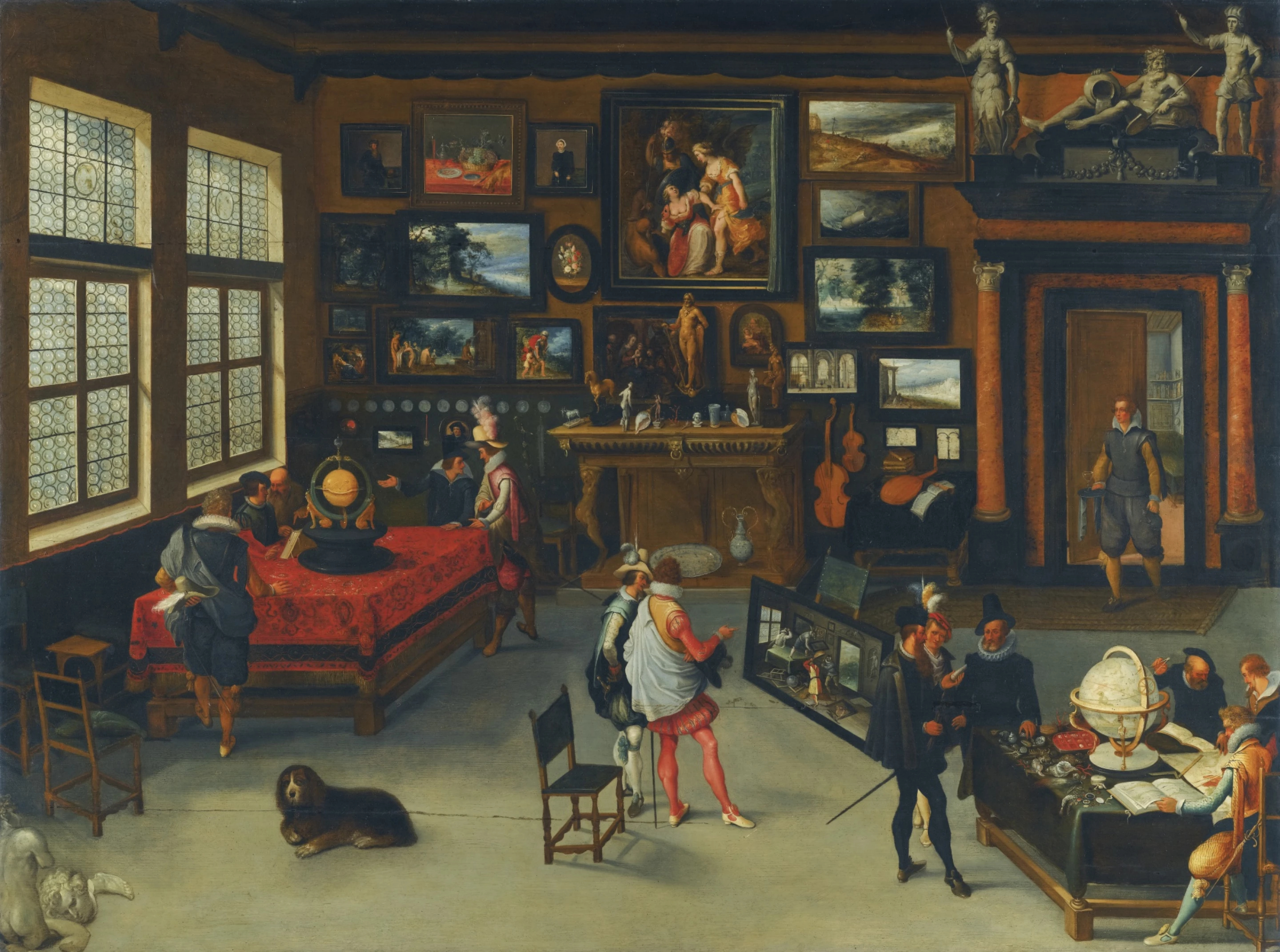
Ієронімус Франкен молодший. «Кабінет курйозів»
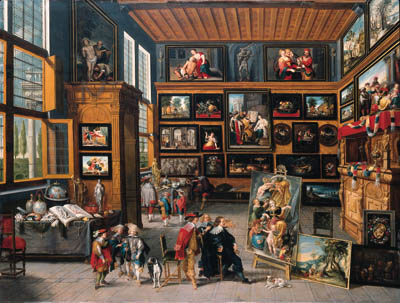
Корнеліс Більєр. «Картинна галерея»
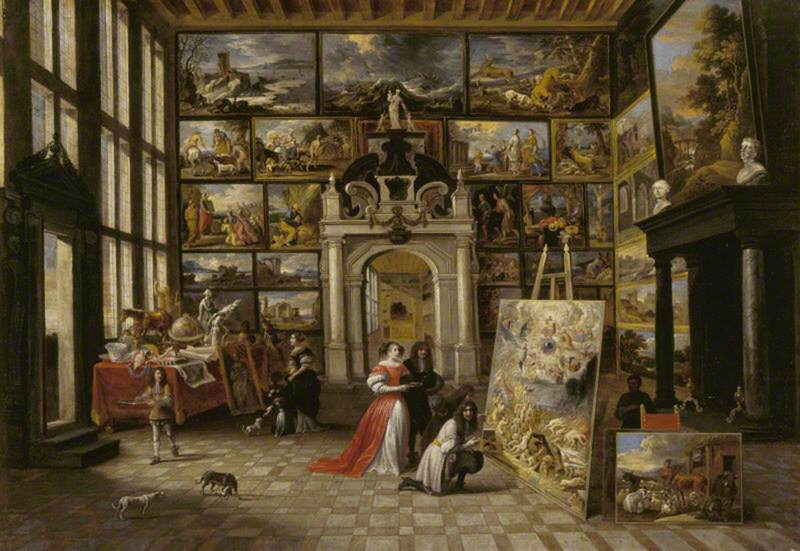
Ієронімус Янсенс. «Картинна галерея з шляхетними візитерами»